# Dar Qimr
Dar Gimir o Dar Qimr fou un estat tribal araboafricà al Darfur a la zona de Kulbus al nord de Dar al-Masalit. Kulbus fou el seu centre i efectiva capital, si bé la capital fins al 1913 fou Qanatir.

## Història
L'estat fou fundat al segle xvii per un emigrant ja'ali, anomenat Qimr Hasab Allah, dirigint una coalició de tribus àrabs de la zona barrejades amb africans; un grup irredemptista dinàstic d'aquest sultanat va jugar un important paper al sultanat de Sinnar al segle xviii. El seu cap va adoptar el títol de sultà a la part final del segle xix, probablement vers 1870. Va estar lligat per una mena de dependència nominal al sultà de Dar al-Masalit després del 1885.
El darrer sultà efectiu fou Idris Abu Hashim ibn Abu Bakr, que va succeir al seu pare el 1879. Idris el 1887 fou cridat a Al Fashir per l'emir mahdista Uthman Adam, governador del Dar Fur, i llavors va fugir i es va refugiar amb el sultà Yusuf Sharif a Abeshr, però va tornar al país a la mort d'Adam el 1889. El nou emir Mahmud Ahmad també el va cridar a Al Fashir, i altre cop no hi va voler anar; els mahdistes van enviar una força militar que fou derrotada per Idris, però llavors Mahmud Ahmad va anar al país quimr amb forces nombroses i Idris va fugir cap a Abeshr (després Abéché), no retornant fins que Mahmud va evacuar el Dar Fur. Després es va enfrontar als fur del sultà Ali Dinar i per quatre vegades Idris va haver de fugir del seu sultanat cap a Abeshr davant l'amenaça fur (alguns membres de la seva família foren fets presoners i portats a Al Fashir on van romandre fins a la caiguda del sultà el 1916 quan foren alliberats pels angloegipcis), i tres vegades més per l'amenaça dels zaghawa; quan va fugir per tercera vegada, es va dirigir com sempre a Abeshr, i allí va trobar als francesos, que li van donar suport amb 100 rifles. El 1913 va traslladar la seva capital de Qanatir a Kulbus. El 1917 va iniciar converses amb els angloegipcis i el 1918 el sultanat dels qimr van ser integrats al Sudan.
Als anys setanta i posteriors molts qimr es van establir al sud del Darfur a l'àrea de Katila, on hi ha avui dia la major comunitat qimr. Les tribus araboafricanes com els tama o els gimir estaven en bons termes amb els àrabs semi nòmades. El 1983 formaven part del districte tribal del sud-oest (Southwestern Area Council) que incloia als habania, felatta, gimir, beni halba, masalit i taasha. Hi havia disputes menors de terres amb els felatta. El cap dels qimr o gimir portava el títol d'omda i estava supeditat al cap dels bani halba, que eren els seus veïns.
Quan va esclatar el conflicte del Darfur el 2003, els gimir (quimr) van fer costat al govern igual que altres tribus africanes musulmanes com els tama, mararit, eringa, kajaksa, borgo, mesiria jabal, mimì, singar i dajo, i van considerar la seva identitat àrab. El 2013 van tenir durs enfrontaments amb els Beni Halba, pastor àrabs que tenien el suport de les “Central Reserve Forces”, conegudes com a “Abu Tira”, que eren una milícia favorable al govern, en el qual el segon vicepresident al-Haj Adam Youssef era d'origen Beni Halba. El 2014, després d'un any de negociacions entre els líders de les dues comunitats, es va fer un acord de reconciliació signat a Nyala (Darfur del Sud) el 17 de març, en presència de l'ara segon vicepresident del Sudan, Hassabu Mohamed Abdalrahman, i des de llavors no hi ha hagut més incidents.

## Sultans
- 18.. - 1879 Abu Bakr
- 1879 - 1935 Idris ibn Abi Bakr
- 1935 - 1945 Hashim ibn Idris